# Lukavec Sutlanski
Lukavec Sutlanski es una localidad de Croacia en el municipio de Dubravica, condado de Zagreb. Según el censo de 2011, tiene una población de 133 habitantes.

## Geografía
Está ubicada a una altitud de 158 m s. n. m., a 33,3 km de la capital nacional, Zagreb.